# Univerzitetno in raziskovalno središče Novo mesto
Univerzitetno in raziskovalno središče Novo mesto (URS) je bil javni zavod, ki ga je leta 2006 ustanovil občinski svet Mestne občine Novo mesto. Središče naj bi predstavljalo osnovo za načrtovano javno univerzo v Novem mestu.  Julija 2014 je občinski svet Univerzitetno in raziskovalno središče ukinil. Prvi direktor je bil Borut Rončević. Po njegovi zamenjavi so se v krajših obdobjih zvrstili še Blaž Rodič, Damjana Miklič Milek in Janez Usenik. Predsednik sveta zavoda URS je bil kasnejši župan mestne občine Novo mesto, Gregor Macedoni.

## Vključevanje v oblikovanje visokošolskega prostora v Novem mestu
URS je sodeloval kot soustanovitelj ali podporna institucija pri nastajanju sledečih ustanov.
- Fakulteta za informacijske študije v Novem mestu
- Fakulteta za organizacijske študije v Novem mestu
- Fakulteta za industrijski inženiring v Novem mestu
- Visoka šola za upravljanje podeželja Grm Novo mesto